# تظليل غورو

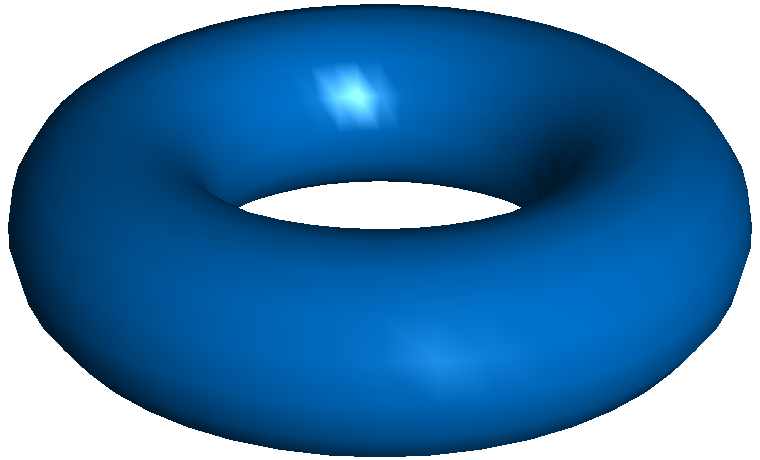
شبكة مثلث مظللة من غورو باستخدام نموذج انعكاس فونغ

تظليل غورو، الذي سمي نسبة إلى هنري غورو، هو أسلوب استيفاء مستخدم في رسومات الحاسوب لإنتاج تظليل مستمر للأسطح الممثلة بشبكات المضلع. من الناحية العملية، غالبًا ما يستخدم تظليل غورو لتحقيق الإضاءة المتواصلة على شبكات المثلث عن طريق حساب الإضاءة في زوايا كل مثلث واستيفاء الألوان الناتجة عن كل بكسل يغطيها المثلث. وفي عام 1971 نشرت هذه التقنية لأول مرة.

## الوصف
يعمل تظليل غورو على النحو التالي: حيث يتم تحديد تقدير السطح العادي لكل رأس في نموذج ثلاثي الأبعاد أو يتم العثور عليه عن طريق حساب متوسط القواعد السطحية للمضلعات التي تلتقي عند كل رأس. وباستخدام هذه التقديرات، يتم إجراء عمليات حسابية للإضاءة تستند إلى نموذج انعكاسي، مثل نموذج انعكاس فونغ، وذلك لإنتاج كثافة للألوان في الرؤوس. حيث يمكن بعد ذلك استيفاء شدة اللون لكل بكسل مغطا بالشبكة متعددة الأضلاع من قيم الألوان المحسوبة عند الرؤوس.

## مقارنة مع تقنيات التظليل الأخرى

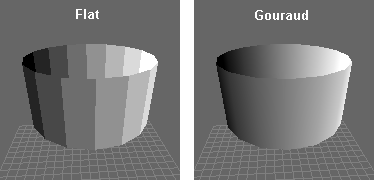
مقارنة بين التظليل المسطح وتظليل جورو.

ييتفوق تظليل غورو على التظليل المسطح كما يتطلب معالجة تقل بكثير عن تظليل فونغ، وعادةً ما يُفضي إلى مظهر متعدد الأوجه.
يتفوق تظليل غورو على التظليل المسطح كما يتطلب معالجة تقل بكثير عن تظليل فونغ، وعادةً ما يُفضي إلى مظهر متعدد الأوجه. تكمن قوة التظليل في غورو وضعفه بالمقارنة مع تظليل فونغ في الاستيفاء. فإذا كانت الشبكة تغطي عددًا أكبر من وحدات البيكسل في مساحة الشاشة أكثر من رؤوسها، فإن استيفاء قيم الألوان من عينات العمليات الحسابية  للإضاءة عند الرؤوس يكون أقل كثافة للمعالج من إجراء عمليات حسابية للإضاءة لكل بكسل كما هو الحال في تظليل فونغ ومع ذلك، فإن تأثيرات الإضاءة ذات التمركز العالي  (مثل تسليط الوضوء الظاهر  كبريق ضوء منعكس على سطح تفاحة) لن يتم تقديمها بشكل صحيح، وإذا كان الضوء يكمن في منتصف المضلع، ولكنه لا ينتشر إلى قمة المضلع، فلن يظهر في عرض غورو؛ وعلى العكس من ذلك، إذا حدث تسليط الضوء في رأس المضلع، سوف تقديم بشكل صحيح في هذا الرأس(حيث يتم تطبيق نموذج الإضاءة(، ولكن سيتم انتشاره بشكل غير طبيعي عبر جميع المضلعات المجاورة عن طريق أسلوب الاستيفاء.

ويمكن ملاحظة المشكلة بسهولة في العرض الذي يجب أن يكون تسليط الضوء فيه يتحرك بسلاسة عبر سطح النموذج أثناء تدويره. بل سينتج تظليل غورو بروزا يتلاشى باستمرار داخل وخارج الأجزاء المجاورة من النموذج، ويبلغ ذروته في الكثافة عندما يمر تسليط الضوء فوق رأس النموذج.في حين يمكن إصلاح هذه المشكلة عن طريق زيادة كثافة القمم في النموذج، في لحظة ما سوف تفضل«تضاؤل العائدات» هذا النهج التحول إلى نموذج أكثر تفصيلا للتظليل.

شبكة شبيهة بالكرة المظللة بـ Gouraud - لاحظ السلوك السيئ للإبراز المرآوي.
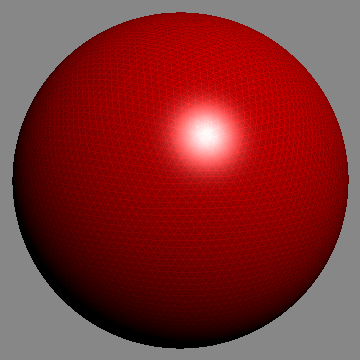
شبكة أخرى شبيهة بالكرة يتم تقديمها بعدد مضلعات مرتفع للغاية.

## يستخدم تظليل جورو الاستيفاء الخطي

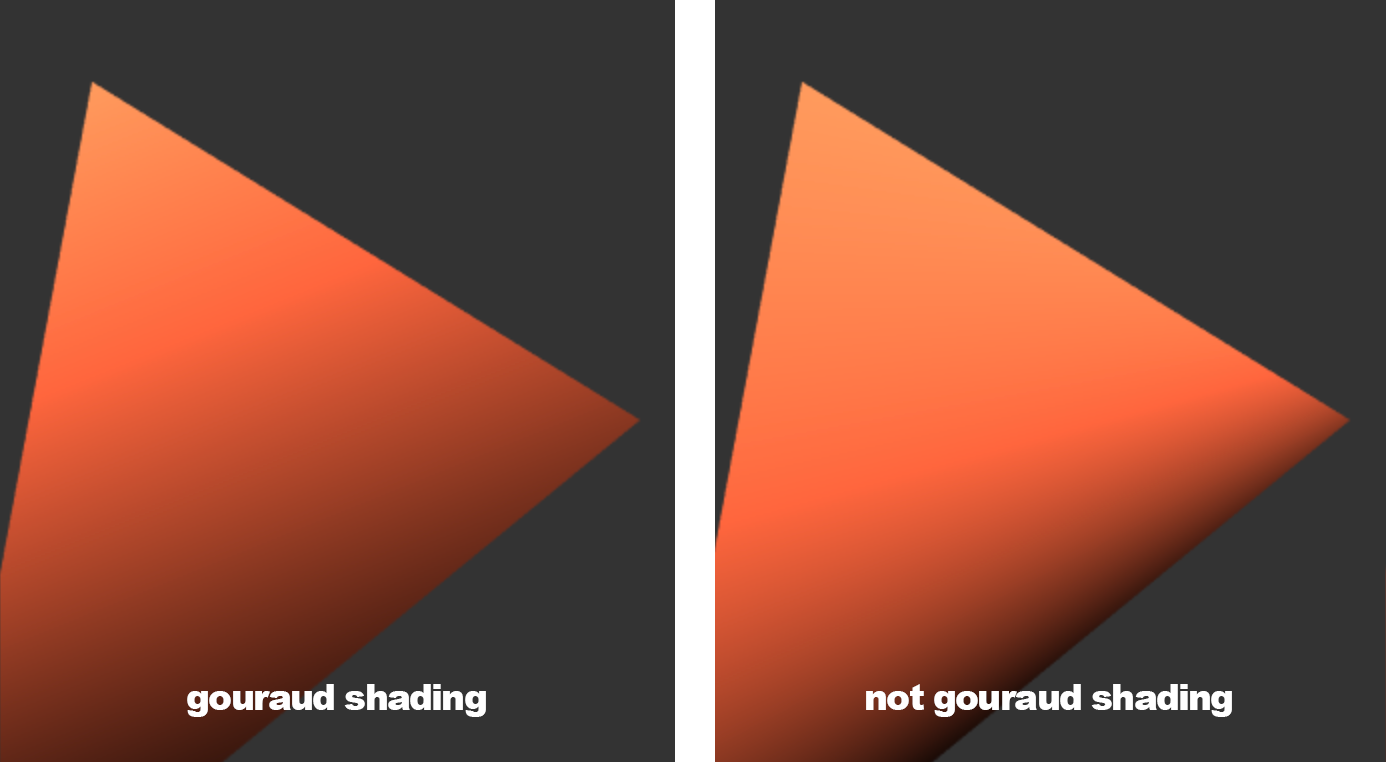
مقارنة بين تظليل غورو (الاستيفاء الخطي) والتظليل غير غورو(منظور الاستيفاء الصحيح)

من المفاهيم الخاطئة الشائعة أن تظليل غورو هو أي استيفاء للألوان بين الرؤوس، بما في ذلك على سبيل المثال الاستيفاء الصحيح للمنظور ؛ توضح الورقة الأصلية أن تظليل غورو هو استيفاء خطي للون بين الرؤوس على وجه التحديد. وبشكل افتراضي، تستخدم معظم وحدات معالجة الرسومات الحديثة الاستيفاء الصحيح للمنظور بين الرؤوس مما يظهر نتيجة مختلفة عن تظليل غورو.ستكون الاختلافات واضحة حصوصا على المضلعات ذات الامتداد عميق المظهر حيث ستكون الاختلافات بين الاستيفاء الخطي والاستيفاء الصحيح للمنظور أكثر وضوحًا.

## نطاقات ماخ
أي استيفاء خطي للكثافة يسبب انقطاعات مشتقة تؤدي إلى نطاقات ماخ، وهي قطعة أداة بصرية شائعة من تظليل غورو.